# Ctenomys fochi
Туко-туко Фоша (Ctenomys fochi) — вид гризунів родини тукотукових, який зустрічається на південному заході провінції Катамарка, Аргентина. Вид названий в честь маршала Франції Фердинанда Фоша.